# Zwei Wiegenlieder
Zwei Wiegenlieder (Dues cançons de bressol) són dues breus peces compostes per Arvo Pärt l'any 2002 per a veu i piano en eslau eclesiàstic antic i estonià.
Les cançons, una de bressol de Nadal, Weihnachtliches Wiegenlied, i una altra d'estoniana, Estnisches Wiegenlied (Kuus, kuus kallike), van ser encarregades per Jordi Savall a l'autor, per tal d'enregistrar un nou disc amb cançons de bressol de diverses èpoques. Foren gravades a l'àlbum Ninna Nanna 1550-2002 del segell discogràfic Alia Vox l'any 2002, interpretades per Savall, Montserrat Figueras i Arianna Savall a qui està dedicada.
El 2006, Pärt les reescriu per a cor femení i orquestra de corda, i encara hi haurà una altra versió del 2009 per a una soprano, quatre violes i quatre violoncels.